# Хуан Грис
Хосѐ Виториа̀но (Кармѐло Ка̀рлос) Гонса̀лес-Пѐрес (на испански: José Victoriano (Carmelo Carlos) González-Pérez), известен като Хуа̀н Грис (на испански: Juan Gris), е испански художник и скулптор, живял и творил през по-голямата част от живота си във Франция. Неговите произведения са тясно свързани с възникването на кубизма и са едни от най-ясно отличимите в тази област.

## Избрани произведения
- Китара и лула, 1913, Музей на изкуството, Далас
- Халба бира и карти за игра, 1913, Музей на изкуството, Кълъмбъс
- Цигулка и шахматен мотив, 1913, колекция на Стивън А. Саймън и Бони Саймън
- Бутилката от Anís del Mono, 1914, Център на изкуствата „Кралица София“, Мадрид
- Фантомас, 1915, Национална галерия на изкуствата, Вашингтон
- Натюрморт с карирана покривка, 1915, частна колекция
- Вестник и чиния с плодове, 1916, Художествена галерия на Йейлския университет
- Китарата, 1918
- Натюрморт с чиния плодове и мандолина, 1919, частна колекция, Париж
- Арлекин с китара, 1919, Галерия „Louise Leiris“, Париж
- Le Canigou, 1921, Художествена галерия Albright-Knox
- Щората, 1914, гваш, колаж, тебешир и въглен върху платно, Тейт Модърн